# Шрек Мороз, зелёный нос
«Шрек Мороз, зелёный нос» (англ. Shrek The Halls; другое название — «Шрек и Рождество») — анимационный короткометражный фильм, созданный в 2007 году к Рождеству. Эта серия была неожиданной. Официальный показ по телевидению был 28 ноября 2007 года в США на телеканале ABC. В фильме рассказывается, как Шрек пытался устроить своей семье настоящее Рождество.

## Сюжет
Осёл побуждает Шрека отпраздновать Рождество со своей семьёй, но Шрек даже не знает, что такое Рождество, поэтому идет в книжный магазин, находящийся на горе. Шрек берёт книгу «Рождество для тупых деревенщин» и после её прочтения украшает свой дом до неузнаваемости при помощи гирлянд и фонарей. Теперь Шрек может отпраздновать Рождество со своей семьей. Но вдруг оказывается, что Осёл привёл всю свою «семью» (друзей Шрека и свою семью) на празднование Рождества.
Несмотря на это, Шрек следует «шагу 4» в книге: рассказать рождественскую историю. Когда Шрек её рассказывает, вмешиваются его друзья, и каждый рассказывает её по-своему: Осёл рассказывает, как он облизывал гигантскую фигурку Санты из вафель (хотя потом выясняется, что он лизал ногу Шрека), Кот под гитару рассказывал про Горячего латинского котяру, в конце своей истории про храброго героя начинает играть с бубенчиком шляпы Санта Клауса, Пряня рассказывает, как Санта съел его подругу Сьюзи (поэтому он очень боится Санту).
Осёл берёт книгу Шрека, и из-за последующей битвы дом Шрека ломается. Дух Рождества разрушен, и Шрек в ярости прогоняет своих друзей. Фиона догоняет уходящих друзей Шрека и рассказывает, что это его первое Рождество. Осёл понимает, как он был груб, и просит извинения у Шрека. Шрек его прощает, и рассказывает своим огрятам историю, но не про Санту Клауса, а про Шрека Мороза, зелёного носа. Огрята тихо засыпают. Шрек и его друзья слышат звон колокольчиков, и выходят на улицу, где видят Санту Клауса с его оленями. Друзья счастливо на него смотрят, но Пряня убегает в страхе.

## Создатели
- Режиссёр — Гэри Труздейл
- Сценарий — Гэри Труздейл, Шон Бишоп, Тереза Каллен и Билл Рилинг
- Композитор — Гарри Грегсон-Уильямс
- Исполнительный продюсер — Арон Уорнер
- Продюсеры — Джина Шей, Тереза Чен

## Роли озвучивали
| Актер                  | Роль                     |
| ---------------------- | ------------------------ |
| Майк Майерс            | Шрек                     |
| Эдди Мёрфи             | Осёл                     |
| Кэмерон Диас           | Принцесса Фиона          |
| Антонио Бандерас       | Кот в сапогах            |
| Конрад Вернон          | Пряня                    |
| Коуди Камерон          | Пиноккио / Три поросёнка |
| Сьюзан Фитцер          | Сьюзи (подруга Пряни)    |
| Кристофер Найтс        | Три слепые мыши          |
| Гери Трусдейл          | Санта Клаус              |
| Арон Уорнер            | Волк                     |
| Марисса Джерет Винокур | Клерк в книжном магазине |
| Майлз Кристофер Бакши  | Малыш огр                |
| Нина Зои Бакши         | Малыш огр                |
| Данте Джеймс Хаузер    | Малыш огр                |

## Песни
- The Donnas — «Christmas Wrapping»
- Carmen Carter — «Gonna Make You Sweat (Everybody Dance Now)»
- Santana — «Jingo (Gin Go La Ba)»
- Seals & Crofts — «Summer Breeze»
- Eels — «The Stars Shine In The Sky Tonight»
- Journey — «Don’t Stop Believing»
- The Waitresses — «Christmas Wrapping»
- FatBoy Slim — «Because We Can»
- Carl Orff — «Carmina Burana»

## Трансляция
В Австралии мультфильм был впервые показан 1 декабря 2007 года, в Великобритании и Финляндии — 24 декабря 2007 года, в России — 1 января 2008 года, в Турции — 16 января 2009 года. 